# Silbertextilie
Silbertextilien werden aus Stoffen gefertigt, in denen Silber mit Seide oder Baumwolle verwoben ist. Sie können beim atopischen Ekzem hilfreich sein. Der wesentliche Grund ist, dass sich dieses Krankheitsbild bei starker Besiedelung mit dem Bakterium Staphylococcus aureus verschlechtert und Silber antimikrobiell wirkt.

## Grundlegendes
Bei atopischer Haut findet sich häufig eine Störung ihrer Barrierefunktion; eine Reizung der Haut durch äußere Faktoren entsteht leichter als bei Gesunden. Neben allergischen oder mechanischen Einflüssen ist die Besiedelung mit Staphylococcus aureus, aber auch Pseudomonas aeruginosa und Candida albicans ein wesentlicher Grund für das Entstehen symptomatischer Ekzeme.
Kleidung mit einem geringen Reizpotenzial besonders in Kombination mit einer Reduzierung der bakteriellen Besiedelung ist ein erfolgversprechender Therapieansatz. Mit Silber überzogene Textilien wirken antimikrobiell und können so diese Besiedlung reduzieren. In Studien konnten sie die subjektiven Symptome des atopischen Ekzems, wie Juckreiz und Hautrötung lindern. Sie weisen dabei einen guten Tragekomfort ohne nachweisliche Nebenwirkungen auf.